# Romiros

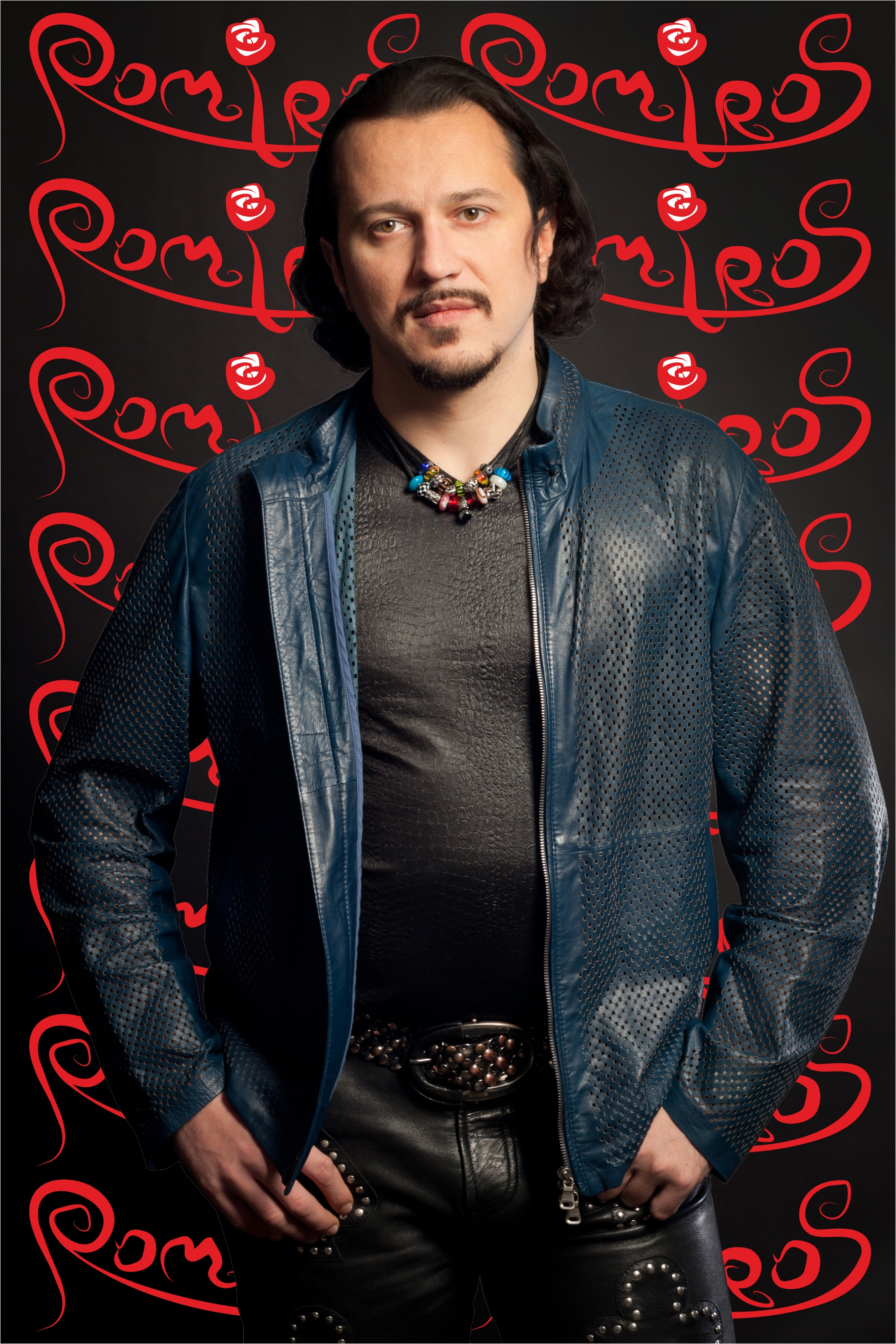
Основная Информация
- Жанры:
World music, Latino, Rumba flamenco, Nuevo flamenco
- Годы:
2 июля 1998 года — по настоящее время
- Страна:
Латвия
- Город:
Рига
- Язык песен:
испанский, русский, арабский, английский, цыганский, иврит
- Состав:
Роман Якубов — «Romiros»

ROMIROS — латвийский исполнитель латиноамериканской музыки из города Риги — Роман Якубов. Лауреат множества премий и наград, в том числе премии «ЗОЛОТОЙ ШЛЯГЕР 2003». «Romiros» специализируется на танцевальной музыке с романтическими текстами.

## История
В 1998 году Роман Якубов основал группу «ROMIROS». В качестве старта были организованы выступления в клубах и на площадках страны. В 2007 году Рубен Блейдс в своей передаче отметил творчество сеньора РОМИРОСа в далёкой для них неизвестной Латвии. Romiros четыре года пел на VIP-вечеринках «Новой волны», дважды — на дне рождения Игоря Крутого в Юрмале. Памятное шоу Филиппа Киркорова «Король ремейкoff» состоялось в перерыве между первым и вторым отделением концерта Romiros на afterparty. 
С 12 октября 2011 года проект «ROMIROS» перестал существовать как группа, и Роман начал выступать сольно с новым музыкальным коллективом.

## Репертуар
В репертуар Романа входят композиции VOLARE, BAMBOLEO, DJOBI DJOBA, ESCUCHA ME, BESAME MUCHO, A MI MANERA (MY WAY — FRANK SINATRA) и множество других.